# Roca Bucentaur
La Roca Bucentaur (en inglés: Bucentaur Rock) (54°9′S 36°33′O / -54.150, -36.550) es la más externa de las tres rocas situadas al nodeste de la punta Busen de la isla San Pedro del archipiélago de las Georgias del Sur, estando ubicada en la costa norte-central de la isla, entre la bahía Stromness y la bahía Grande. 
La roca se encuentra más precisamente en el lado sudeste de la entrada a la bahía Stromness y al noroeste de la bahía Artuso.
En 1927 se le dio el nombre de "Low Rock". A raíz de la encuesta realizada por la South Georgia Survey, en el período 1951-1952, fue nombrada por buque factoría Bucentaur, que estaba anclado en Husvik en los primeros años de la estación de la caza de ballenas a partir de 1907.